# Efa (jednostka miary)
Efa (איפה ’ēfāh) – hebrajska miara objętości ciał sypkich występująca w Biblii. 
Równa ok. 23 kg i zawierająca 3 sea, oznaczała także naczynie (np. dzban) o tej pojemności. Często odnoszono ją również do płynów wskutek identyczności z miarą bat odpowiadającą ok. 23 litrom. Tę współzależność poświadcza Księga Ezechiela, gdzie pada stwierdzenie, iż „efa i bat mają mieć jednakową miarę, tak, by bat obejmowała dziesiątą część chomera i efa obejmowała dziesiątą część chomera”   (Ez 45,11), a Księga Wyjścia dodatkowo wyjaśnia, że chomer (omer) stanowi dziesiątą część efy (Wj 16,36). Hebrajskie miary objętości przyjęte dla ciał sypkich i płynnych były odgraniczane dość wyraźnie (osobno efa, osobno bat) jako usystematyzowane oddzielnie (w osobnych ciągach) i dość wyraźnie rozróżniane w zapisach.
Według tekstów rabinackich, gdzie za normę oceny objętości przyjęto liczbę jaj kurzych, w efie mieściło się ich 432. W dawnym Izraelu odróżniano wielkość efy z okresu przed niewolą babilońską (niemal dwukrotnie większej) od tej miary z czasów późniejszych. Według sprecyzowanych wyliczeń badaczy wartości te wynosiły odpowiednio 39,384 i 22,991 kilogramów albo litrów. Liczne wzmianki o tej mierze występują zwłaszcza w księgach Starego Testamentu.